# پادشاهان (فیلم ۲۰۱۷)
پادشاهان (به هندی: Baadshaho) یا فرمانروا فیلمی محصول سال ۲۰۱۷ و به کارگردانی میلان لوتیرا است. در این فیلم بازیگرانی همچون اجی دیوگن، ایلیانا دی‌کروز، عمران هاشمی، ایشا گوپتا، سانجی میشرا، ویدیوت جاموال، پریانشو چاترجی، سانی لئونه، عادل حسین و شاراد کلکار ایفای نقش کرده‌اند.

## داستان
گیتانجانی (ایلیانا دی‌کروز) حاکم راجستان است، اما به دلیل اختلاف با دولت مرکزی هند بازداشت می‌شود و ثروت خانوادگی او که شامل مقدار زیادی طلا می‌باشد توقیف می‌شود و این طلاها قرار است به دهلی منتقل شود گروهی از افراد وفادار او به سرپرستی باوانی سینگ(اجی دیوگن) می‌خواهند تا محموله طلا را از مأموران سرقت کنند و به صاحب اصلی آن بازگردانند اما…